# دیه‌گو دو جیرولامو
دیه‌گو دو جیرولامو (انگلیسی: Diego De Girolamo؛ زادهٔ ۵ اکتبر ۱۹۹۵) بازیکن فوتبال اهل بریتانیا است.
از باشگاه‌هایی که در آن بازی کرده‌است می‌توان به باشگاه فوتبال یورک سیتی، باشگاه فوتبال مکلسفیلد تاون، باشگاه فوتبال شفیلد یونایتد، و باشگاه فوتبال نورث‌همپتون تاون اشاره کرد.
وی همچنین در تیم‌های ملی فوتبال زیر ۱۸ سال ایتالیا، زیر ۱۹ سال ایتالیا، و زیر ۲۰ سال ایتالیا بازی کرده‌است.